# Kraftwerk Chavalon
Das Wärmekraftwerk Chavalon (französisch Centrale Thermique de Vouvry) war eines der wenigen konventionellen Wärmekraftwerke in der Schweiz.

## Schwerölkraftwerk (1965–1999)

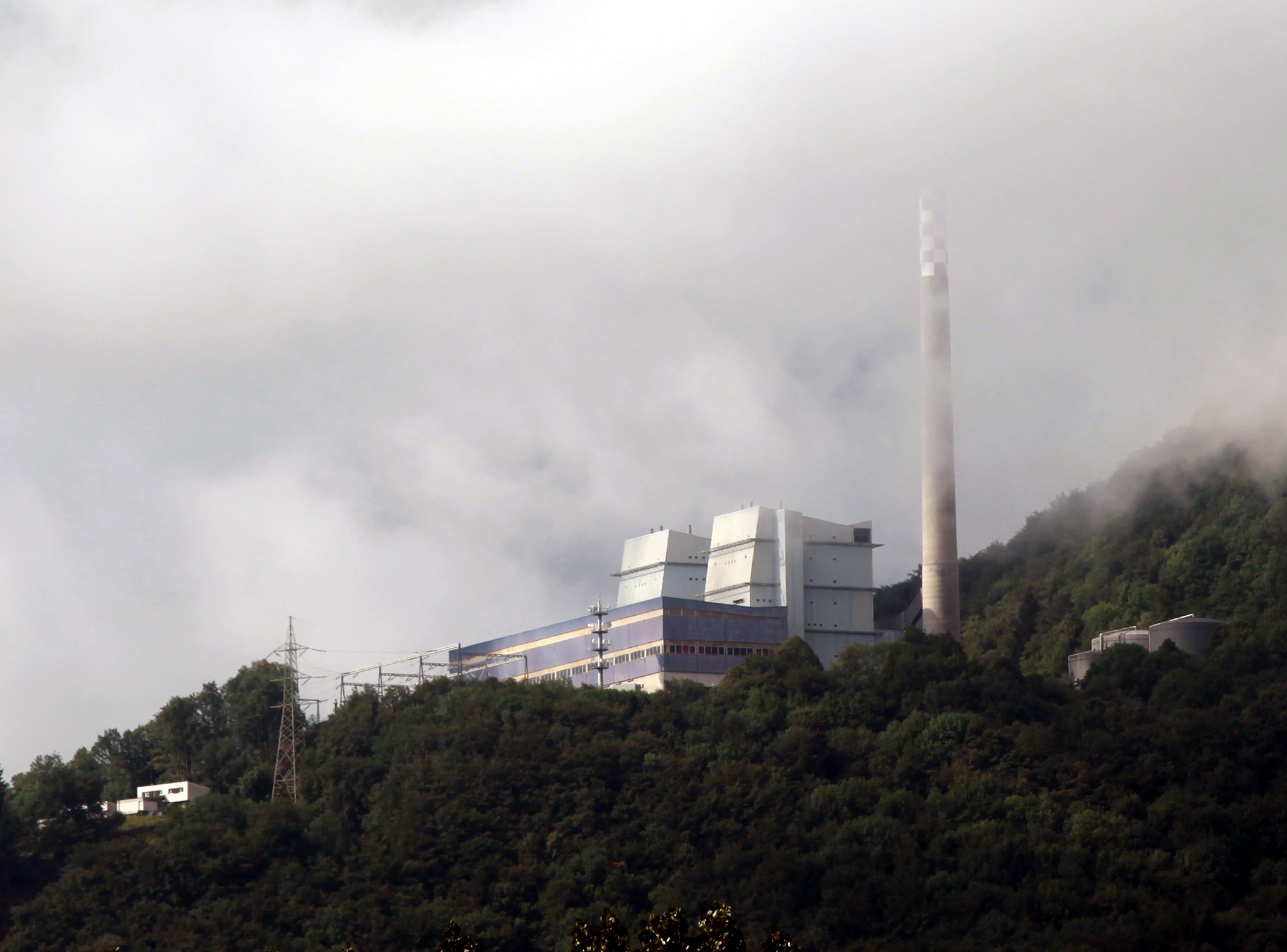
Das stillgelegte Kraftwerk befindet sich auf einer Anhöhe.

Das 1965 in Betrieb genommene und 1999 stillgelegte Kraftwerk befand sich am südlichen Hang des Rhonetals auf einer Terrasse in 825 m ü. M., 450 m über dem Talboden, in der Gemeinde Vouvry, Kanton Wallis. Verbrannt wurde Schweröl, das in der benachbarten Raffinerie Collombey als Rückstand der Treibstoffproduktion anfiel.
Es hatte eine elektrische Leistung von 2×142 MW.
Alle Baulichkeiten sind noch vorhanden. Der ungewöhnliche Standort am Hang wurde gewählt, damit die Rauchgase besser abziehen können. Der Kamin des Kraftwerks gehört mit einer Höhe von 120 Metern zu den höchsten Kaminen der Schweiz.

## Planungen für ein Gaskraftwerk
In den Folgejahren begannen Planungen, am Ort des stillgelegten Ölkraftwerks ein 400-MW-Gaskraftwerk zu bauen. Das neue CO2-Kompensationsgesetz schreibt allerdings vor, dass neue Gaskraftwerke nur mit Abwärmenutzung (Kraft-Wärme-Kopplung) bewilligt werden können. Bei der Planung des Gaskraftwerks war eine Abgastemperatur von 25 °C vorgesehen und dies ist zu wenig für eine Abwärmenutzung. Dazu sind in der Schweiz andere Gaskraftwerke geplant, bei denen die Abwärmenutzung – etwa für nahegelegene Papierfabriken oder die Raffinerie Cressier – bereits von Anfang an eingeplant war. Weil Chavalon abseits der Industriezonen liegt, ist die wirtschaftliche Konkurrenzfähigkeit ein Problem.
Für das neue Gaskraftwerk wurde im Januar 2007 ein Baugesuch bei der zuständigen Gemeinde gestellt. Nach Baugenehmigung hätte 2007 der Abbau der alten Anlage und 2008 und 2009 der Kraftwerksneubau folgen sollen.
Die Genehmigung seitens der Gemeinde Vouvry erfolgte im September 2009. Jedoch wurden Einsprüche erhoben, unter anderem von Umweltschutzorganisationen, denen seitens des Kantons Wallis teilweise stattgegeben wurde.

Die Anlage befindet sich derzeit (August 2011) im unveränderten Zustand. Mit dem Bundesamt für Umwelt wurde Ende September 2012 ein Kompensationsvertrag ausgehandelt. Somit konnte das Bewilligungsverfahren fortgesetzt werden.
Im Sommer 2017 wurde das Projekt aus wirtschaftlichen Gründen und als Reaktion auf die Energiestrategie 2050 aufgegeben.

### Technische Daten
Für das neue Gaskraftwerk sahen die Planungen folgende Eckdaten vor:
- Leistung: 400 MW
- Geplante Betriebszeit/Jahr: 5'500 Stunden
- Jahresproduktion: 2,2 TWh
- Voraussichtliche Investition: 380 Mio. CHF
- Nutzungsdauer: 25 Jahre

## Trivia
2023 wurden die Kühltürme verwendet für Dreharbeiten zur Serie Tschugger, wobei sie Raketensilos darstellten.